# Anthospermum streyi
Anthospermum streyi är en måreväxtart som beskrevs av Christian Puff. Anthospermum streyi ingår i släktet Anthospermum och familjen måreväxter. Inga underarter finns listade i Catalogue of Life.